# 小柳賓
49°42′21″N 23°45′27″E / 49.70583°N 23.75750°E
小柳賓（烏克蘭語：Малий Любінь），是烏克蘭的村落，隸屬利沃夫州利維夫區，始建於1510年，面積6.82平方公里，海拔高度296米，2001年人口404，人口密度每平方公里59.25人。